# Bibliotheksorganisationssystem
Das Bibliotheksorganisationssystem, kurz BIBOS, war ein in Österreich entwickeltes und verwendetes integriertes Bibliothekssystem. Es ging erstmals 1982 an der AK Bibliothek Wien für Sozialwissenschaften in Betrieb und wurde ab den 1990er Jahren von neuen Systemen wie etwa Aleph abgelöst. Die mit BIBOS arbeitenden Bibliotheken bildeten zusammen den BIBOS-Verbund, welcher sich ab den ausgehenden 1980er Jahren als der wichtigste Bibliotheksverbund im österreichischen wissenschaftlichen Bibliothekswesen etablierte und den BIBOS-Verbundkatalogerstellte und pflegte.

## Geschichte
Erste Pläne für eine automationsgestützte Bibliotheksverwaltung an der AK Bibliothek Wien kamen bereits 1979 auf, als die neue Leitung der Bibliothek unter Josef Vass den Auftrag zu einer grundlegenden Reform erhielt. Ein bibliotheksinternes Arbeitsteam begann einen sinnvollen EDV-Einsatz zu prüfen und Erfahrungen anderer Bibliotheken in die Planung miteinzubeziehen. Man legte sich bald auf ein integriertes Online-System fest. Es sollte alle Arbeitsbereiche einer Bibliothek unterstützen und musste zudem verbundfähig sein. Weitere Voraussetzungen waren die Möglichkeit des Ausdrucks von Katalogzetteln (damit Benutzer weiterhin im Zettelkatalog suchen konnten) und die Nutzung von Fremddaten von außerhalb des Verbunds. Nach der Prüfung bereits angewandter Bibliothekssysteme, entschied man sich, ein eigenes System zu entwickeln. Da es an entsprechender Infrastruktur mangelte, sollte der Betrieb durch ein Dienstleistungsrechenzentrum erfolgen und das System unter dessen Mithilfe entwickelt werden. Die Wahl fiel auf die bereits seit längerem mit der AK zusammenarbeitenden Wiener Firma Elektronische Datenverarbeitung Gesellschaft GesmbH.
Für die Planung und Realisierung des Projekts BIBOS wurde ein Arbeitsteam aus AK-Bibliothekaren und Vertretern der EDV-GesmbH gebildet, das erstmals im Juni 1981 zusammentraf. Um keine Unterbrechung des Bibliotheksbetriebs zu verursachen, visierte man einen stufenweisen Ausbau des Systems an. Zuerst wurde das Modul für die Katalogisierung entwickelt, da zu Beginn ja eine Titeldatenbank aufgebaut werden musste. Die erste Testphase startete im Mai 1982 mit bereits in der Bibliothek installierten Computer-Terminals. Mit dem Katalogisierungs-Modul wurden mittels Online-Transaktionen neue Titel aufgenommen und bestehende korrigiert. Weiters konnte man inventarisieren und Titel suchen; letzteres sowohl in der eigenen Datenbank, wie auch in einer Fremddatenbank (dem Magnetbanddienst der Deutschen Bibliothek). Titelaufnahmen konnten zur Einübung auch in einer Testdatenbank erfolgen, die korrekten Katalogisate übernahm man später in die Echt-Datenbank. Nach der nur kurz andauernden Testphase stieg man bald in die Produktionsphase um.
Ab September 1982 wurden neben der Titeldatenbank auch eine Verlagsdatenbank und eine Lieferantendatenbank für das Erwerbungs-Modul aufgebaut. Im November 1982 wurde BIBOS der Öffentlichkeit vorgestellt und mittels einer Status-Verwaltung eine Kennzeichnung der Herkunft der Katalogisate ermöglicht (Eigenerfassung durch die AK Bibliothek, Verbund, Fremddatenübernahme). Im Jänner 1983 wurden das Standort- sowie das Inventarverzeichnis fertiggestellt und die Titeldatenbank verbundtauglich gemacht. Die erste Verbundbibliothek, die BIBOS verwendete, wurde im Juli die Bibliothek der Sozialakademie in Mödling. Noch im selben Jahr waren alle Module, bis auf das 1985 folgende Erwerbungs-Modul fertiggestellt.
Ein später von schriftlichen Unterlagen begleitetes Schulungskonzept für die BIBOS-Anwenderbibliotheken wurde ab 1984 mit dem Beitritt der oberösterreichischen Arbeiterkammerbibliothek entworfen. Zwischen 1984 und 1989 folgten die Bibliothek der Arbeiterkammer Kärnten, die Amtsbibliothek des Bundesministeriums für Wissenschaft und Forschung, Studienbibliotheken der Pädagogischen Akademien und die Fachbibliothek für Erwachsenenbildung. 1991 trat die Burgenländische Landesbibliothek bei, 1996 die Amtsbibliothek des Landesschulrates für Kärnten. Ende 1996 zählte der BIBOS-Verbund bereits 15 Bibliotheken, die Verbunddatenbank beim Host der EDV-GesmbH umfasste rund 730.000 Titeldatensätze.
Bereits in den 1980er Jahren entstanden lose Arbeitsgruppen, die sich mit konkreten Problemen auseinandersetzten und Handbücher sowie Benützungsanleitungen für die Katalogisierung erstellten. Sie formulierten in der Folge Verbesserungsvorschläge für das System, vor allem in den Bereichen Entlehnung, Sacherschließung und der Anwendung der Regeln für die alphabetische Katalogisierung. Aus diesen Arbeitsgruppen entstanden formelle Gremien, wie etwa die 1987 eingerichtete Gemeinsame Katalogisierungs-Koordinationsstelle (GKKS). Diese fungierte einerseits als Zentralredaktion, andererseits bemühte sie sich um die Koordination zwischen den mit dem System arbeitenden Bibliothekaren, den Unterhaltsträgern der Bibliotheken und den EDV-Fachleuten. Die oberste Steuerungsinstanz für alle inhaltlichen und organisatorischen Belange des BIBOS-Verbunds war seit Jänner 1989 der BIBOS-Beirat. Er setzte sich aus Vertretern der Unterhaltsträger und der Elektronische Datenverarbeitung Gesellschaft GesmbH zusammen.
Die oberösterreichische AK-Bibliothek trat nach einigen Jahren wieder aus dem Verbund aus, die Kärntner AK-Bibliotheken in Klagenfurt und Villach folgten 1993. Die Unterhaltsträger des BIBOS-Verbunds waren in den 1990er Jahren die AK Wien, das Bundesministerium für Unterricht und kulturelle Angelegenheiten sowie die Burgenländische Landesregierung.
Bereits im Jahr 1987 wurde eine neue Version herausgebracht, nämlich BIBOS-2 (im Gegensatz zur bisherigen Version BIBOS-1). BIBOS-2 verfügte auch über lokale Funktionen und wurde von den Bibliotheken des Bundesministeriums für Wissenschaft und Forschung übernommen. Im folgenden Jahrzehnt war der BIBOS-2-Verbund (der BIBOS-1-Verbund lief daneben weiter) der wichtigste österreichische Verbund wissenschaftlicher Bibliotheken und umfasste neben der Österreichischen Nationalbibliothek vor allem Universitätsbibliotheken, Bibliotheken der Kunsthochschulen und wissenschaftlicher Anstalten. Betrieben wurde er über die Universitätsrechenzentren. Die geplante Zusammenführung von BIBOS-1-Verbund und BIBOS-2-Verbund wurde nicht verwirklicht.
Ab den 1990er Jahren kamen zahlreiche neue Bibliothekssysteme auf den Markt. Ein Nachteil von BIBOS war zunächst die zentralistische Organisation des Verbunds. Viele unselbständige Terminals wurden von einem zentralen Großrechner gesteuert. So kam es, dass auch kleine lokal orientierte Transaktionen wie die Ausleihverbuchung über manchmal bis zu 700 km lange Standleitungen nach Wien abgewickelt werden mussten. Die neueren Systeme führten statt der zentralen Großrechner lokale Systeme ein, die auf lokalen Rechnern kostengünstiger betrieben werden konnten und nur noch über eine gemeinsame zentrale Titeldatendank verfügten, damit weiterhin kooperativ katalogisiert werden konnte. Die EDV-GesmbH reagierte und entwickelte BIBOS:IV, ein lokales System mit einer Client-Server-Architektur und offenen Schnittstellen zur Kommunikation mit anderen Systemen. Die AK Bibliothek stieg 1998 auf BIBOS:IV um. Im Jahr 2003 wurde das System im Zuge des Beitritts zum Österreichischen Bibliothekenverbund allerdings gewechselt, man verwendet seither die Bibliothekssoftware Aleph der israelischen Firma Ex Libris Group.
Seit der Aufnahme des Probebetriebs im Jahr 1996 war der OPAC des BIBOS-1-Verbundes über Internet abrufbar und noch im selben Jahr erschien der Verbundkatalog auch auf CD-ROM. Er verzeichnete damals 216.000 Datensätze der AK Bibliothek Wien sowie solche der Burgenländischen Landesbibliothek und des Karl-Weigl-Bildungshauses.